# Gerbillus stigmonyx
Gerbillus stigmonyx — вид гризунів з родини мишевих, що зустрічається переважно в Судані.